# EXIT TUNES PRESENTS Vocalodream feat.初音ミク
『EXIT TUNES PRESENTS Vocalodream feat.初音ミク』（エグジット・チューンズ・プレゼンツ ボカロドリーム フィーチャリング・はつねミク）は、2012年1月18日に発売された、初音ミクなどの音声合成ソフトをボーカルに用いた楽曲を集めたコンピレーション・アルバム。発売元はEXIT TUNES、販売元はポニーキャニオン。
キャッチコピーは「初音ミクたちが創る ゆめのかたち」。

## 概要
VOCALOIDエンジンを利用した音声合成ソフトを用いて制作された人気ボーカル曲を再マスタリング・高音質化、書き下ろし曲のものと合わせ計18曲を収録している。アルバムのタイトルでは「feat.初音ミク」となっているが、MEIKO、KAITO、鏡音リン・レン、巡音ルカ、がくっぽいど（キャラクター名：神威がくぽ）、Megpoid（キャラクター名：GUMI）を用いた楽曲も収録されている。ジャケットイラストはVocalonation以来となる左が担当した。

## 収録曲
1. 千本桜 [4:04]
  - 黒うさ feat.初音ミク（作曲・作詞：黒うさ）
    - 千本桜のオリジナルとカバーを集めたアルバム「ALL THAT 千本桜」があり、小野恵令奈もシングル「えれにゃん」でカバーしている。
    - 音楽ゲームでは、『太鼓の達人』、『初音ミク -Project DIVA-』、『maimai』に収録されている。かつては『jubeat saucer』にも収録されていた。
2. カゲロウデイズ [3:53]
  - じん（自然の敵P） feat.初音ミク（作曲・作詞：じん（自然の敵P））
    - 詳細はカゲロウプロジェクトを参照。
3. エンヴィキャットウォーク [3:45]
  - トーマ fat.初音ミク（作曲・作詞：トーマ）
4. 深海少女 [3:27]
  - ゆうゆ feat.初音ミク（作曲・作詞：ゆうゆ）
    - 自身のデビューアルバム『四季彩の星』にも収録されている。
5. Bad ∞ End ∞ Night [4:08]
  - ひとしずく×やま△ feat.初音ミク、鏡音リン・レン、巡音ルカ、KAITO、MEIKO、GUMI、神威がくぽ（作曲・作詞：ひとしずく×やま△）
    - 本アルバムのための書き下ろし曲。後に「Crazy ∞ nighT」→「Twilight ∞ nighT」→「EveR ∞ LastinG ∞ NighT」へとシリーズが続く。
6. 天ノ弱 [3:09]
  - 164 feat.GUMI（作曲・作詞：164）
    - コンピレーション・アルバム『EXIT TUNES PRESENTS GUMitive from Megpoid』にも収録されている。
7. 白虎野の娘 [4:47]
  - ぶっちぎりP feat.KAITO（作曲・作詞：平沢進）
    - 平沢進の楽曲をカヴァー。
8. KURENAI BEAT [4:06]
  - yuukiss feat. MEIKO（作曲・作詞：yuukiss）
    - 本アルバムのための書き下ろし曲。
9. パラメタ [3:44]
  - 40mP feat.初音ミク（作曲・作詞：40mP）
10. スキキライ [4:46]
  - HoneyWorks feat.鏡音リン・レン（作曲・作詞：Honeyworks）
11. 行きます!カラオケ一曲目 [3:00]
  - ほぼ日P feat.初音ミク（作曲・作詞：ほぼ日P）
    - カラオケのマナーやドリンクの注文方法などが歌詞に盛り込まれた曲で、2011年にJOYSOUNDが行った「カラオケで1曲目に歌う曲」のアンケートにて男性で2位、女性で5位にランクインしている[2]。
12. NARAKA [3:11]
  - 蝶々P×164 feat.GUMI（作曲：蝶々P 作詞：164 編曲：蝶々P、164）
    - 蝶々Pと164によるコラボ曲。
13. Fate：Rebirth [3:33]
  - SCL Project（natsuP）feat.VanaN'Ice（作曲・作詞：natsuP 編曲：natsuP&haku）
14. アブストラクト・ナンセンス [3:54]
  - Neru feat.鏡音リン（作曲・作詞：Neru）
    - コンピレーション・アルバム『VOCAROCK collection 3 feat. 初音ミク』にも収録されている。
15. FREELY TOMORROW [4:00]
  - Mitchie M feat.初音ミク（作曲：Mitchie M 作詞：Mitchie M・ЯIRE）
    - 発表からわずか11時間弱で殿堂入りし[3]、「まるで人間のように歌っている」と高い評価を得ている楽曲[4]。
16. 紅一葉 [4:10]
  - 黒うさP feat.巡音ルカ（作曲・作詞：黒うさ）
  - アルバム『君のいる景色』にも収録されている。また、コンピレーション・アルバム『VOCALO TEARS feat. 初音ミク』には、初音ミク歌唱版が収録されている。
17. 桜ノ雨 [6:33]
  - halyosy feat.初音ミク（作曲・作詞：森晴義）
    - 詳細は当該項目を参照。
18. 夢現リバース [3:54]
  - ジミーサムP feat.巡音ルカ（作曲・作詞：ジミーサムP）
    - 本アルバムのための書き下ろし曲。
19. ゆめのかたち [6:28]
  - ふわりP feat.初音ミク、鏡音リン・レン、巡音ルカ、KAITO、MEIKO、GUMI、神威がくぽ
    - ボーナス・トラック。